# Günter D. Roth
Günter Dietmar Roth (* 28. September 1931 in München; † 1. September 2016) war ein deutscher Kaufmann, Amateurastronom und Autor zahlreicher populärwissenschaftlicher und Fachbücher aus den Bereichen der Himmelskunde und der Planetologie.

## Leben
Als Diplomkaufmann leitete Günter D. Roth ein chemisch-technisches Unternehmen in München. Bereits als 13-jähriger Schüler hatte er über einen Freund der Familie Zugang zur Astronomie gefunden und mit einem geliehenen Drei-Zoll-Refraktor seine ersten himmelskundlichen Beobachtungen durchgeführt. Er widmete sich insbesondere der Beobachtung von Planeten.
In den frühen 1950er-Jahren beteiligte er sich an der Gründung der Vereinigung der Sternfreunde e. V. (VdS), deren Geschäftsführung er 1957 übernahm. Seit Gründung der Zeitschrift Sterne und Weltraum im Jahr 1962 wirkte er dort in verschiedenen Funktionen mit, anfangs als Redakteur und Vertreter der Amateurastronomen, später als Mitherausgeber und von 1982 bis 1999 auch als Verleger. Mit seinen zahlreichen Büchern und Zeitschriftenbeiträgen brachte er vielen Sternfreunden die Begeisterung für dieses Hobby näher.

## Werke
- Handbuch der Planetenbeobachtung
- Sterne und Planeten erkennen und beobachten
- Kosmos-Astronomiegeschichte – Astronomen, Instrumente, Entdeckungen
- Sterne und Sternbilder – Die wichtigsten Sternbilder des Nord- und Südhimmels
- Sterne und Planeten (mit Himmelskarten und neu entwickeltem Sternweiser)
- Die BLV Wetterkunde, 15. Auflage, BLV Buchverlag, 2017.